# Alois Emanuel Biedermann
Alois Emanuel Biedermann, född den 2 mars 1819 i kantonen Zürich, död den 25 januari 1885, var en schweizisk teolog.
Biedermann, som var professor i dogmatik vid Zürichs universitet, var den mest framstående dogmatikern inom den yngre hegelska skolan och den vetenskaplige ledaren av den kyrkliga reformriktningen i Schweiz. Närmast slöt han sig till Strauss och dennes rationalism. Stark fosterlandskärlek, orädd sanningskärlek och stor kroppslig spänstighet hänvisade honom till främsta ledet i Schweiz kyrkliga strider. 
Hans mest betydande arbete, Christliche Dogmatik (1869; 2:a upplagan, i 2 band, 1884–85), gäller som det klassiska uttrycket för kristlig spekulation utifrån hegelsk filosofi. Bland Biedermanns övriga skrifter märks Die freie Theologie (1844), en biografi över hans meningsfrände Heinrich Lang (1876) och Ausgewählte Vorträge und Aufsätze (med Biedermanns levnadsteckning, 1885) samt tidskriftsbidrag.